# Stefano Pompeo
Stefano Pompeo (Agrigento, 7 maggio 1987 – Favara, 21 aprile 1999) è stato un bambino vittima innocente della mafia.

## Omicidio
La sera del 21 aprile 1999, Stefano decide di uscire con il padre poiché quest'ultimo doveva macellare un maiale per poi consumarlo, nella campagna di Antonio Cusumano assieme al fratello Giuseppe, ritenuto il capo di una cosca del paese. I due arrivano poco dopo le 18. Alle 20,40 Stefano decide di salire su una toyota bj73 del Cusumano guidato da Vincenzo Quaranta, per andare a comprare il pane e approfittando dell'occasione, anche per farsi un giro. Dopo un breve tratto, l'auto viene colpita da tre colpi di fucile, dei quali uno raggiunge Stefano alla testa. Il bambino arriverà in ospedale già morto. Due settimane più tardi avrebbe compiuto 12 anni.

## Indagini
Dalla ricostruzione dei fatti da parte degli inquirenti è emerso che il vero obiettivo dei killer era Giuseppe Cusumano, per una guerra tra bande rivali.
Un anno dopo la tragedia lo Stato ha risposto con l'operazione Fratellanza, la quale ha decimato le due famiglie mafiose in guerra, quella dei Cusumano e quella dei Vetro. Nell'aprile del 2019 esce nelle sale il documentario "Quasi12-Nessun Colpevole" scritto e diretto dal giornalista Gero Tedesco che racconta come in 20 anni non si è riusciti a trovare la verità e addirittura non c'è stato mai nessun indagato. Grazie alla deposizione dell'ex mafioso Maurizio Di Gati e al clamore provocato dal documentario la Direzione Distrettuale Antimafia di Palermo decide di riaprire il caso e nel luglio del 2019 indaga tre persone per il delitto Pompeo.

## Oggi
Oggi Stefano Pompeo è riconosciuto vittima della mafia dallo Stato ed anche vittima di una società in cui il valore della vita umana, anche quella di un bambino, conta poco o nulla.
Il 29 settembre 2002, Favara gli intitola una delle ville del paese e, dal 21 marzo 2014, anche la palestra dell'Istituto Comprensivo A.R. Chiarelli di Martina Franca (TA) porta il suo nome